# The Dark (film 1993)
The Dark è un film horror del 1993 in cui recita per la prima volta sul grande schermo Neve Campbell, poi resa famosa dalla serie cinematografica horror Scream. In Italia è stato presentato al MIFED nell'ottobre del 1993.

## Trama
Al di sotto di un cimitero vive una misteriosa creatura pericolosa ma anche potenzialmente capace di guarire. Un poliziotto e uno scienziato cercano di stanarla in nome della giustizia e della scienza.

## Produzione
L'ambiente sotterraneo dove la creatura vive è scenario di questo film di serie b, indipendente e dai toni sci-fi. Si tratta di una produzione canadese e le location si trovano nella provincia di Ontario.